# Кружилина, Валентина Николаевна
Валентина Николаевна Кружилина (урожденная Смирнова, родной город — Петербург) — артистка оперы, обладающая сопрано, педагог.
Родилась в генеральской семье, в Петербурге. В связи с частыми переездами образование получила в Воронеже. Музыкальное образование получала с 5 лет: в 1889 по 1891 года обучалась в Петербургской консерватории. По классу пения у С. Габеля и декламации у В. Давыдова. С 1891 года занималась вокалом под руководством К. Эверарди в Киевском музыкальном училище. В 1904—06 ежегодно совершенствовалась в Милане у Дж. Ванни, Риччи-Сабателли и А. Броджи.
Её дебют состоялся в Итальянской опере в партии Леоноры в произведении «Трубадур» в 1906 году. С 1901 года стала заниматься преподаванием, в начале 20-го века давала частные уроки пения в Киеве, после в Музыкальном драматическом училище им. М. Лисневич-Носовой. Одной из самых известных учениц была Антонина Кондратьевна Антонович.